# Giorgio Gallione
Giorgio Gallione (Genova, 17 agosto 1953) è un regista e drammaturgo italiano, dal 1986 direttore artistico del Teatro dell'Archivolto di Genova.

## Regie
- 1986 Gli Accidenti Di Costantinopoli, di Giorgio Gallione e Carlo Repetti, da Carlo Goldoni
- 1988 Gli Strangolatori Di Ernie, di Giorgio Gallione
- 1990 Molti Sogni, di Giorgio Gallione
- 1992 Nel Circo Di Buffalo Bill, di Giorgio Gallione
- 1992 Denti Aguzzi, di Giorgio Gallione
- 1994 Coccodrilli, di Giorgio Gallione
- 1997 Snaporaz Fellini, di Giorgio Gallione
- 2001 Tango d'amore e di coltelli, di Jorge Luis Borges e Horacio Ferrer
- 2002 Bukowski, confessione d’un genio, di Giorgio Gallione e Alessandro Haber
- 2004 Ognuno È Libero, di Maurizio Crozza, Giorgio Gallione, V. Grattarola, M. Olcese
- 2010 La Commedia delle Ceneri, di Giorgio Gallione
- 2011 Risorgimento! opera di Lorenzo Ferrero
- 2014 La Famiglia Addams, musical di Andrew Lippa
- 2021 Il Grigio opera di Giorgio Gaber e Sandro Luporini con Elio.
- 2023/2024 Mi resta un solo dente e cerco di riavvitarlo con Elio e Le Storie Tese
- 2024 Trappola per topi di Agatha Christie, con Ettore Bassi
- 2024 Oliva Denaro con Ambra Angiolini
- 2024/2025 Quando un musicista ride con Elio